# Zgonče
Zgonče so vas v Občini Velike Lašče.